# Oppido Lucano
Oppido Lucano est une commune italienne d'environ 3 700 habitants, située dans la province de Potenza, dans la région Basilicate, en Italie méridionale.

## Histoire
Les premières traces d’occupation humaine du site d'Oppido remontent au néolithique. Dans la période avant la domination romaine, la place est donc déjà occupée. On a retrouvé de nombreux artefacts sur le mont Montrone, datés du VIIIe siècle av. J.-C. montrant qu’il s’agissait d’un axe routier important. C'est à Oppido, sur le mont Montrone, qu'a été découverte la Tabula Bantina, l'un des documents les plus significatifs dans la langue osque. 
À l'époque romaine, le centre Bradanica se pare d’une « couronne » de villae. Puis, à partir du Ve siècle av. J.-C., la trace s’estompe. 
Oppido réapparaît au XIe siècle, lorsque les Normands firent le siège de son impressionnant château. Et c’est ici que naquit probablement Ovadia le Prosélyte (ou Obadiah), fils du premier seigneur d'Oppido : Drochus. 
La croissance de la population est alors favorable à l'installation d’un marché hebdomadaire. Oppido devient possession des Anjous. Voir la gravure en 1348, pendant la guerre entre la reine Jeanne Ire de Naples et le roi Louis Ier de Hongrie. Anjou a succédé à la Zurlo, Orsini, puis le Marinis. 
Au XVe siècle, Raimondo Orsini octroie les premières chartes municipales. La vieille ville, maintenant largement défigurée par les travaux de reconstruction, s’est développée au pied du château, près de l'église-mère, à l’intérieur du périmètre fermé par trois portes (Porte ?, Porte Iuso, Porte Suso). 
Touchée par les émeutes de 1799 et de la première moitié du XIXe siècle, Oppido Lucano a ensuite été transformé en Palmyra entre 1862 et 1933, pour prendre son actuel toponyme.
Parmi ses illustres enfants, l'on trouve en plus d'Abdias, l'architecte Francesco Grimaldi, Lorenzo Cervellino, auteur d'ouvrages juridiques dans les langues vernaculaires au XVIIe siècle, et le Père Angelo Lancellotti, auteur d’une bible scolaire.

## Administration
| Période                                  | Période | Identité | Étiquette | Qualité |
| ---------------------------------------- | ------- | -------- | --------- | ------- |
|                                          |         |          |           |         |
| Les données manquantes sont à compléter. |         |          |           |         |

### Communes limitrophes
Acerenza, Cancellara, Genzano di Lucania, Irsina,  Tolve

### Jumelages
- Iquique (Chili)

## Personnalités
- Ovadia le Prosélyte (c. 1073 - c. 1150), chroniqueur et musicologue
- Francesco Grimaldi (1543 - 1613), religieux ry architecte